# Municipio de Southampton (condado de Cumberland)
El municipio de Southampton (en inglés: Southampton Township) es un municipio ubicado en el condado de Cumberland en el estado estadounidense de Pensilvania. En el año 2000 tenía una población de 4.787 habitantes y una densidad poblacional de 35.3 personas por km².

## Geografía
El municipio de Southampton se encuentra ubicado en las coordenadas 40°03′00″N 77°27′59″O / 40.05000, -77.46639.

## Demografía
Según la Oficina del Censo en 2000 los ingresos medios por hogar en la localidad eran de $47,366 y los ingresos medios por familia eran de $50,119. Los hombres tenían unos ingresos medios de $34,934 frente a los $22,048 para las mujeres. La renta per cápita de la localidad era de $17,458. Alrededor del 8,8% de la población estaba por debajo del umbral de pobreza.